# توني هايل
توني هايل (بالإنجليزية: Tony Hale) مواليد (30 سبتمبر، 1970) مُمثل أمريكي إشتهر بدور باستر بلوث في المُسلسل الكوميدي عائلة بلوث الذي عُرض على قناة فوكس. ويلعب حالياً دور شخصية غاري والش المساعد الشخصي لنائبة الرئيس في مُسلسل «HBO» الكوميدي نائبة الرئيس، فازَ هايل بجائزتين إيمي برايم تايم لأفضل ممثل دور مساند في مسلسل كوميدي لعام 2013 و 2015.

## أبرز أعماله

### أعمال تلفزيونية
- عائلة بلوث (2003-2006)، (2013)
- نائبة الرئيس (2012-الآن)
- اي آر (2008-2009)
- قواعد الإرتباط (2009)
- كوميونيتي (2010)

### أعمال سينمائية
- الحرارة (2013)
- الطيور الغاضبة (2016)

## حياته الشخصية
تزوج هايل بخبيرة المكياج الفائزة بجائزة الإيمي برايم تايم مارتيل تومسون في 24 مايو، 2003. ولديهما ابنة واحدة لوي، يُقيم هايل وزوجتهُ في باسادينا، كاليفورنيا.

## وصلات خارجية
- توني هايل على موقع IMDb (الإنجليزية)
- توني هايل على موقع ألو سيني (الفرنسية)
- توني هايل على موقع ميوزك برينز (الإنجليزية)
- توني هايل على موقع أول موفي (الإنجليزية)
- توني هايل على موقع قاعدة بيانات الأفلام السويدية (السويدية)
- توني هايل على موقع إن إن دي بي (الإنجليزية)
- توني هايل على موقع قاعدة بيانات الفيلم (الإنجليزية)
- توني هايل على موقع كينوبويسك (الروسية)

قالب:جوائز الايمي أفضل ممثل دور مساند في مسلسل كوميدي